# Yaiza (plaats)
Yaiza is een plaats in de gelijknamige gemeente Yaiza op het Spaanse eiland Lanzarote. Het dorp telt ongeveer 720 inwoners (2007).
Yaiza is in het binnenland van het eiland gelegen. De plaats is over de weg bereikbaar over de LZ-2. Ten noorden van de plaats ligt het natuurgebied Nationaal park Timanfaya. Ten tijde van de vulkaanuitbarstingen stroomde de lava tot aan het dorp Yaiza.